# Balanophyllia spongiosa
Balanophyllia spongiosa är en korallart som beskrevs av Stephen D. Cairns 2004. Balanophyllia spongiosa ingår i släktet Balanophyllia och familjen Dendrophylliidae. Inga underarter finns listade i Catalogue of Life.